# Capilla de Nuestra Señora de los Remedios (Orense)
La Capilla de Nuestra Señora de los Remedios (en gallego: Capela da Nosa Señora dos Remedios), también conocida como Capilla de los Remedios, es un santuario del siglo xvi ubicado en el centro de Orense, en Galicia, España. Destruida parcialmente a causa de un incendio en 2010, la capilla, situada junto al puente romano de la ciudad, fue declarada monumento histórico-artístico nacional por Decreto de la Jefatura del Estado el 6 de abril de 1961 y, posteriormente, Bien de Interés Cultural.
Acreedora de varios privilegios otorgados por numerosos pontífices, cada 8 de septiembre tiene lugar frente a la capilla una popular romería en honor a la Virgen de los Remedios precedida por una novena iniciada el 30 de agosto y por la Procesión de la Luz el 7 de septiembre.

## Historia

### Construcción
En 1522, Francisco Méndez Montoto, caballero del hábito de San Juán, juez, regidor y procurador general de la ciudad de Orense, erigió una ermita dedicada a la Virgen de los Remedios en un campo anteriormente conocido como Campo de la Verdad y en aquel entonces denominado Soto del Rey (actual Campo de los Remedios), junto al puente romano, empleando para ello parte de su capital y la fortuna dejada por un ajusticiado. Al parecer, la zona era utilizada para llevar a cabo duelos y luchas en las que se producía derramamiento de sangre, hecho que le valió también el nombre de Campo del Desafío, por lo que Montoto decidió levantar una capilla en el lugar para que el terreno fuese respetado y cesasen las malas prácticas que allí se realizaban, además de proteger a los viajeros de los bandidos de la zona, aunque lo más probable es que el templo nunca fuese empleado para dar cobijo ya que la familia Montoto poseía un albergue para pobres destinado a tal fin cerca de la catedral de la ciudad. Convertida en objeto de devoción y romerías, Alonso Méndez Montoto, hijo de Francisco, considerando la capilla original demasiado pequeña, ordenó su derribo y reconstrucción en 1584 con el fin de dotar al santuario de mayores dimensiones, teniendo las obras un coste de 4000 ducados y siendo el cantero Gregorio Fatón, natural de Barbadás, el ejecutor del trabajo (también se afirma que la obra solo consistió en el añadido de la portada).

### Guerra anglo-española
En mayo de 1589, por temor a que los ingleses invadiesen Santiago de Compostela en el marco de la guerra anglo-española, las reliquias del apóstol así como otras custodiadas en la catedral fueron sacadas de la ciudad por ocho canónigos y guardadas en la Capilla de los Remedios con el fin de protegerlas, siendo posteriormente devueltas.

### Carta de Don Lucas García Quiñones
Entre la documentación histórica del santuario se conserva una carta escrita por el gobernador civil Lucas García Quiñones y dirigida a José Méndez Miramón, descendiente de Francisco, cuyos restos trasladó a la capilla el 27 de julio de 1873:

Don Lucas García Quiñones gobernador civil de esta Provincia

Autorizo a Don José Méndez Miramón Señor de la capilla de Nuestra Señora de los Remedios sita a extramuros de esta ciudad, para que por medio de los ángeles que al efecto nombre, pueda pedir y recaudar en toda la provincia las limosnas y ofrendas con que acostumbran contribuir los fieles, para el culto y veneración de la referida Virgen.

Orense 11 de febrero de 1865.

## Descripción
En palabras del escritor Vicente Risco:

A orillas del Miño está la capilla de la Virgen de los Remedios, de ningún valor artístico, pero visitadísima, sobre todo durante la novena, que termina con una fiesta, que es acaso la mejor que se celebra en Ourense.

### Exterior
El templo, de estilo renacentista, cuenta con techo a dos aguas, frontón, una espadaña de un solo vano en arco de medio punto, un rosetón decorado con un cuadrilóbulo y una imagen pétrea policromada del siglo xvi de la Virgen de los Remedios presidiendo la fachada, la cual ostenta los blasones de Francisco Méndez y su esposa María González. Sobre la puerta principal destaca una inscripción con la fecha de construcción original y la fecha en que la capilla fue reformada.

### Interior

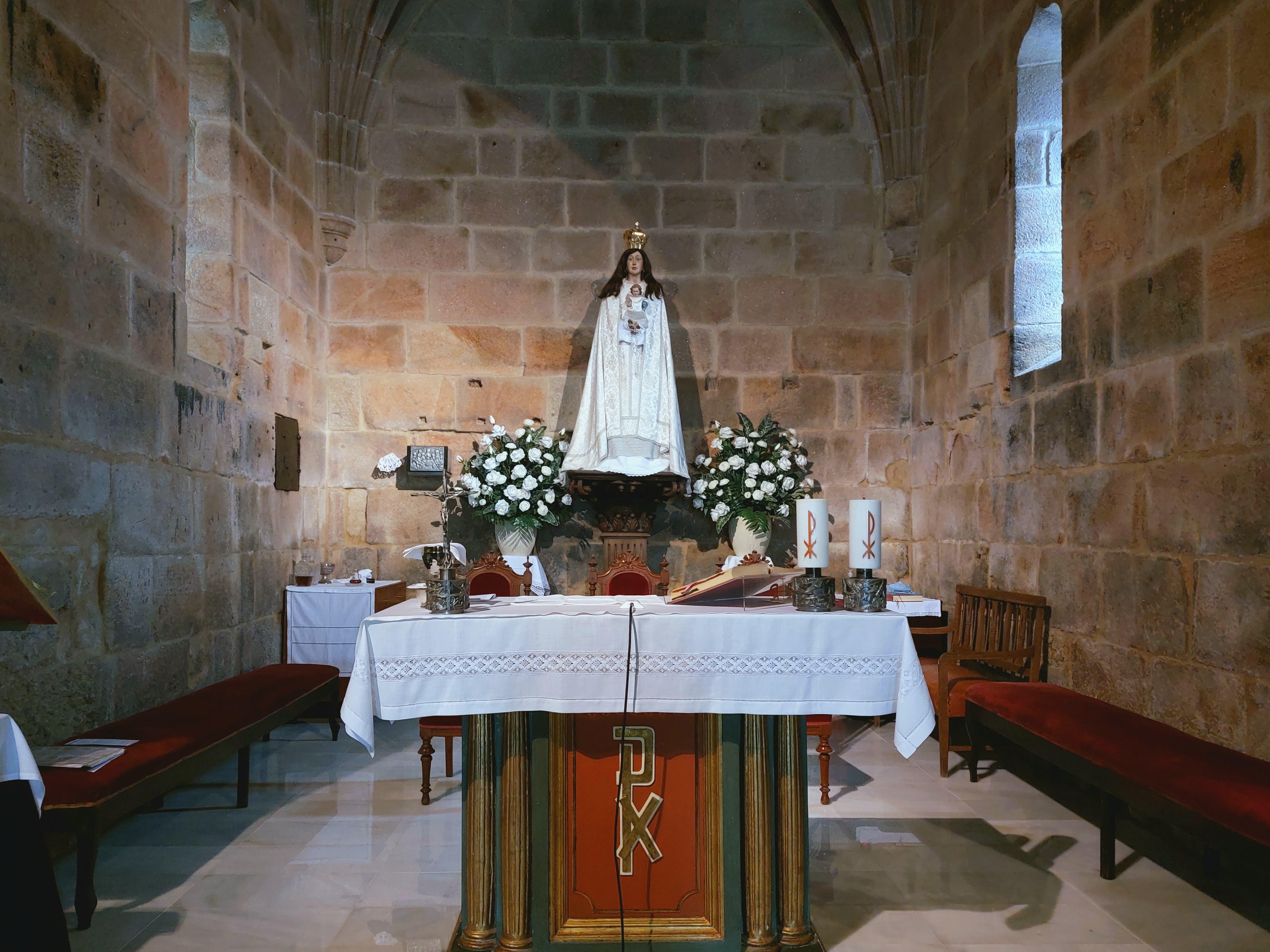
Capilla mayor

En interior posee planta rectangular y tres naves con una bóveda estrellada en la capilla mayor. Antes del incendio, el santuario poseía un techo de madera además de una serie de columnas cilíndricas clasicistas las cuales se salvaron de las llamas al estar realizadas en piedra. En el templo se custodiaban, entre otros, la imagen titular de la capilla así como tres retablos y la tumba realizada en mármol blanco de Francisco Méndez Montoto, fechada en el siglo XVI con una estatua orante del difunto del siglo xix sobre el sepulcro, el cual se conserva en la actualidad en un arcosolio avenerado, si bien la estatua, realizada parte en granito pulido y parte en granito irregular, fue objeto en una ocasión de un acto vandálico al ser decapitada durante el tiempo que la capilla estuvo en estado ruinoso tras el incendio.
La imagen de la Virgen de los Remedios consistía en una talla de vestir del siglo XIX ubicada en un retablo neogótico equipado con varias bombillas situadas a lo largo de la estructura y en el arco bajo el cual se veneraba la imagen. Así mismo, en el templo se conservaban dos retablos del siglo xvii, los cuales contenían un crucifijo el de la derecha (portado por el nieto del fundador el Jueves Santo de 1609) y una talla de Nuestra Señora de los Dolores el de la izquierda, además de seis exvotos; tres de ellos consistían en tablas policromadas que combinaban arte pictórico y narrativa, contando los otros tres solo con la narrativa. El primero mostraba el milagro de Emilio Muruais, estudiante de leyes que salvó su vida por intercesión de la Virgen de los Remedios tras caer al río Miño desde el puente romano en las navidades de 1842, siendo rescatado por unos pescadores después de haber permanecido cuarenta y cinco minutos en el agua; el segundo narraba la milagrosa curación en 1843 de Ramona Nóvoa, quien, deshauciada por los médicos, fue salvada por la Virgen a petición de su padre; el tercero, por su parte, mostraba la curación de otra mujer en el siglo XIX, María Rodríguez, considerada loca, quien aparecía representada orando de rodillas ante la Virgen, situada en una nube. Los tres últimos contaban únicamente con la narración del hecho milagroso: el primero, datado de 1843, relataba la salvación de un niño sobre cuyo vientre había pasado la rueda de un carro de bueyes el cual transportaba cuarenta arrobas de pinos, intercediendo la Virgen de los Remedios a petición del padre del pequeño y certificando posteriormente un médico que el menor no presentaba lesión alguna; el segundo, también fechado en 1843, narraba la milagrosa curación de una joven de Velle a petición de sus progenitores, quienes ofrecieron a la Virgen de los Remedios llevar a su santuario la mortaja y la cera destinadas al cadáver de su hija si esta se recuperaba; por último, el tercero relataba la salvación de José Menéndez, víctima de un derrame a quien se le había aplicado la extremaunción en mayo de 1842.
Actualmente, el templo cuenta con un nuevo techo de madera con forma de arco de medio punto y con dos imágenes frente al presbiterio y a ambos lados del mismo: una talla de Nuestra Señora de los Dolores a la izquierda y una estatua del Cristo de la Misericordia a la derecha, ambas sin retablo, además de una imagen de la Virgen de los Remedios presidiendo la capilla mayor. Del mismo modo, en el muro del evangelio destaca una gran fotografía de San Juan XXIII, mientras que en el muro de la epístola se ubica una fotografía de San Juan Pablo II.

### Entorno
El terreno circundante, actual sede del pabellón de Os Remedios, sirvió antiguamente como recinto ferial y mercado además de ser el lugar de instalación de circos ambulantes y de celebración de corridas de toros, albergando por otro lado desde 1895 hasta 1930 la primera eléctrica orensana, fundada por el abogado e industrial Francisco Conde Balbís, aunque las instalaciones de la central no serían desmanteladas hasta mediados del siglo xx.

## Incendio

### Siniestro

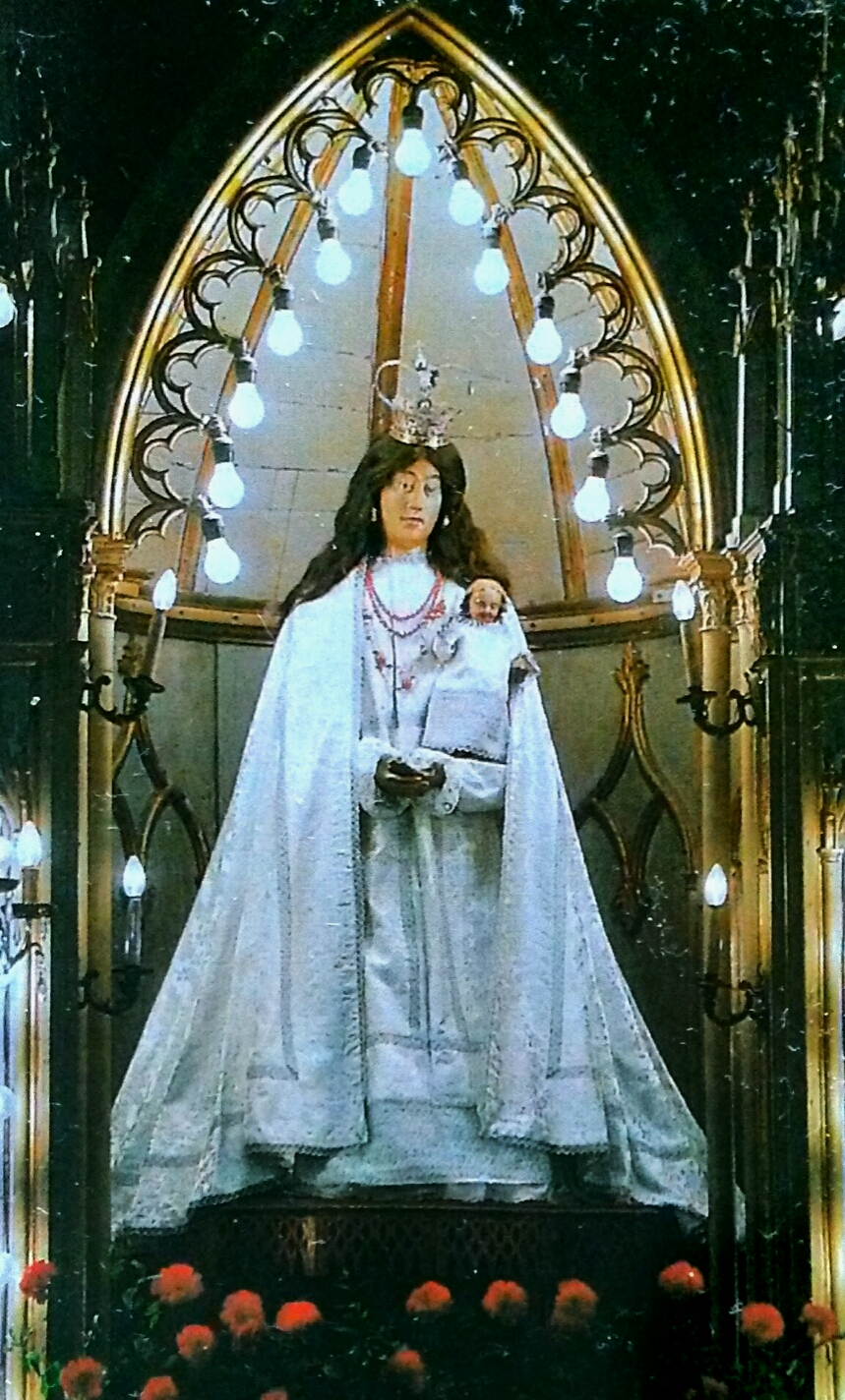
Talla de la Virgen de los Remedios destruida en el incendio.

El 28 de julio de 2010 se produjo un incendio en la capilla el cual destruyó la práctica totalidad del mobiliario que albergaba en su interior, afectando en menor medida a la fachada y los muros exteriores. Un transeúnte alertó hacia las 6:45 horas a la Policía Local y al servicio de bomberos acerca de una densa humareda proveniente del interior del templo. Según Aurelio Gálvez, jefe del departamento de bomberos, al lugar se desplazaron tres unidades, tres tanques de agua y un vehículo equipado con una escalera, interviniendo a su vez dos motobombas del servicio de limpieza del casco urbano así como tres patrullas policiales. Debido a que las puertas del templo estaban cerradas, se tuvo que emplear un hierro para forzarlas, lo que permitió que durante ese tiempo las llamas siguiesen avanzando, resultando todo el mobiliario calcinado para cuando los servicios de extinción pudieron acceder a la capilla. Como consecuencia de que la mayor parte de los artículos custodiados en el templo estuviesen realizados en madera, el fuego tardó más de media hora en ser controlado, habiendo ayudado tanto la peluca como el manto de la Virgen a la propagación de las llamas al igual que las pinturas y los barnices. Del fuego se salvaron únicamente los pilares, los muros de granito, la fachada y la imagen policromada de la Virgen que la preside. Por su parte, el techo, gravemente dañado, terminó por derrumbarse a causa de las fuertes lluvias invernales, cayendo una viga sobre el sepulcro de Montoto y otra sobre uno de los retablos calcinados, el cual se partió en dos.
Inicialmente se pensó que la talla de la Virgen custodiada en el interior era la imagen auténtica, fechada en el siglo xvi, si bien el Obispado de Orense declaró que la talla original se hallaba en el Santuario de los Milagros, afirmando que la ubicada en la capilla, la cual resultó destruida en el siniestro, era una copia del siglo XIX, recalcando así mismo el escaso valor patrimonial del mobiliario perdido en el incendio, valorado en aproximadamente 30 000 euros. Además de la imagen titular, resultaron destruidos el techo de madera del templo, los retablos laterales, los exvotos y el retablo que albergaba la talla de la Virgen en la capilla mayor, cuya instalación eléctrica fue la causa del incendio al producirse un cortocircuito en la parte trasera de la nave, junto al retablo central.

### Nueva imagen de la Virgen de los Remedios

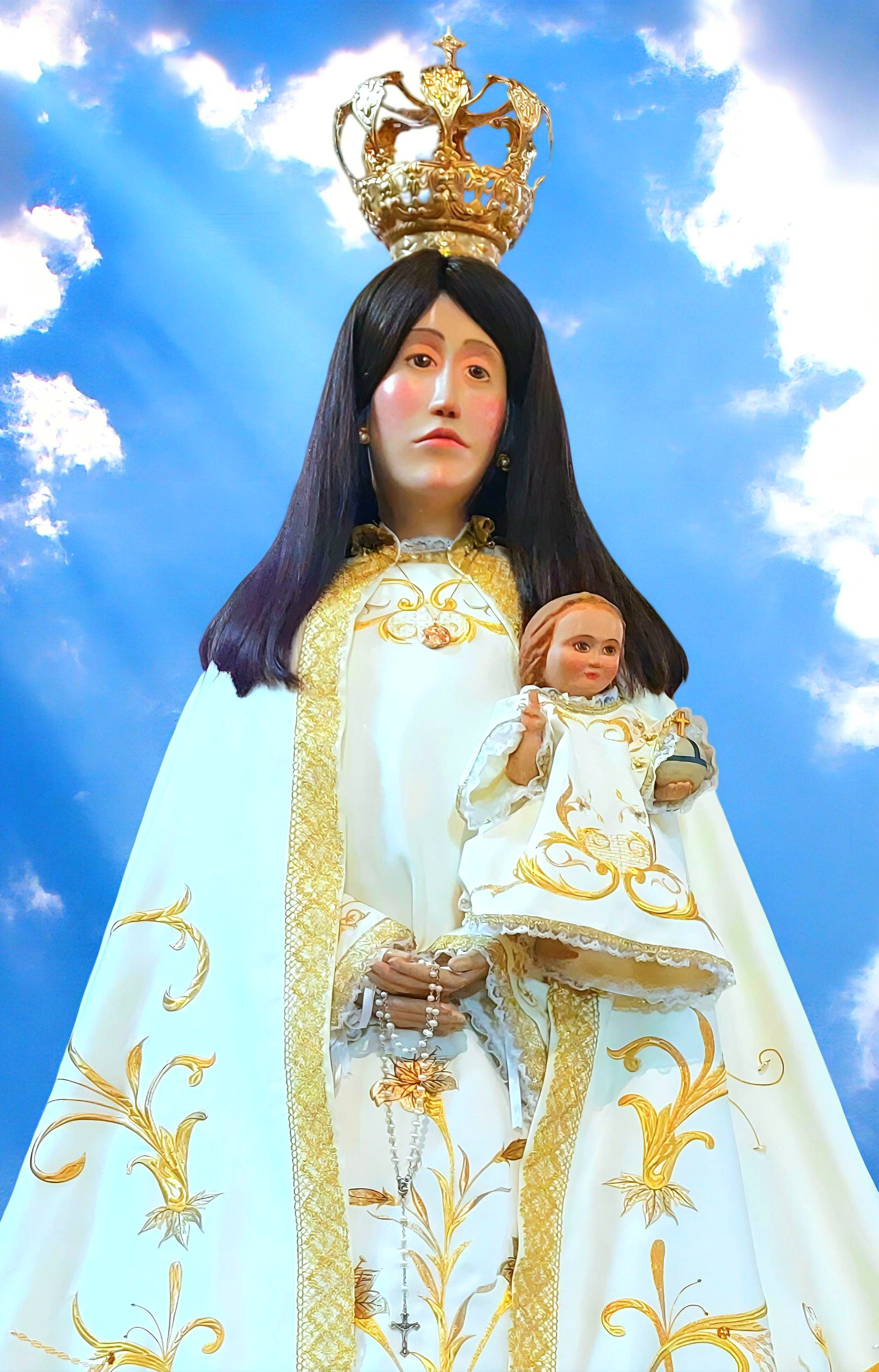
Nueva imagen de la Virgen de los Remedios

Poco después del siniestro se anunció que la talla de la Virgen de los Remedios sería reelaborada en base a la imagen del siglo XVI ubicada en la fachada, si bien tampoco se descartó en su momento restaurar el busto calcinado, considerado de escaso valor artístico y del que existe una copia elaborada varios años antes del incendio la cual se custodiaba anteriormente en la vecina iglesia parroquial de María Auxiliadora, único lugar donde se celebró la novena a la Virgen hasta la rehabilitación del templo, el cual volvió a abrir sus puertas en 2014 tras la firma de un convenio de colaboración entre el consejero de cultura, el alcalde, el presidente de la diputación y el vicario general de la diócesis para financiar las obras con un presupuesto de 387 000 euros, habiéndose estimado inicialmente un presupuesto aproximado de 600 000. Los trabajos de reparación fueron acometidos después de que los propietarios de la capilla, herederos del fundador, cediesen el santuario a la diócesis de Orense en enero de 2013, descubriéndose durante el acometido de las obras una nervadura con una bóveda ubicada sobre el altar, la cual fue rehabilitada junto al resto del templo.
Miguel Ángel González, delegado de patrimonio de la diócesis, consideró también la posibilidad de que tallistas de Braga realizasen la imagen debido a que mantenían las técnicas de escultura empleadas en el siglo XVI. Del mismo modo, Luis Quinteiro Fiuza, administrador apostólico de la diócesis de Orense, señaló que el obispado tampoco descartó la posibilidad de que los restos quemados de la cabeza de la antigua imagen fuesen incrustados en la nueva talla. Finalmente, en 2014 se bendijo en la iglesia parroquial de María Auxiliadora una nueva imagen de la Virgen de los Remedios elaborada en los talleres del obispado, la cual fue traslada posteriormente en procesión al templo homónimo, donde se procedió a la bendición del mismo así como de su altar.
Actualmente, la talla de la Virgen custodiada con anterioridad en la Iglesia de María Auxiliadora se conserva en la Capilla de los Remedios, mientras que la nueva imagen elaborada a raíz del incendio se exhibe en la iglesia parroquial únicamente durante la novena, permaneciendo fuera de la vista del público el resto del año.

## Galería de imágenes

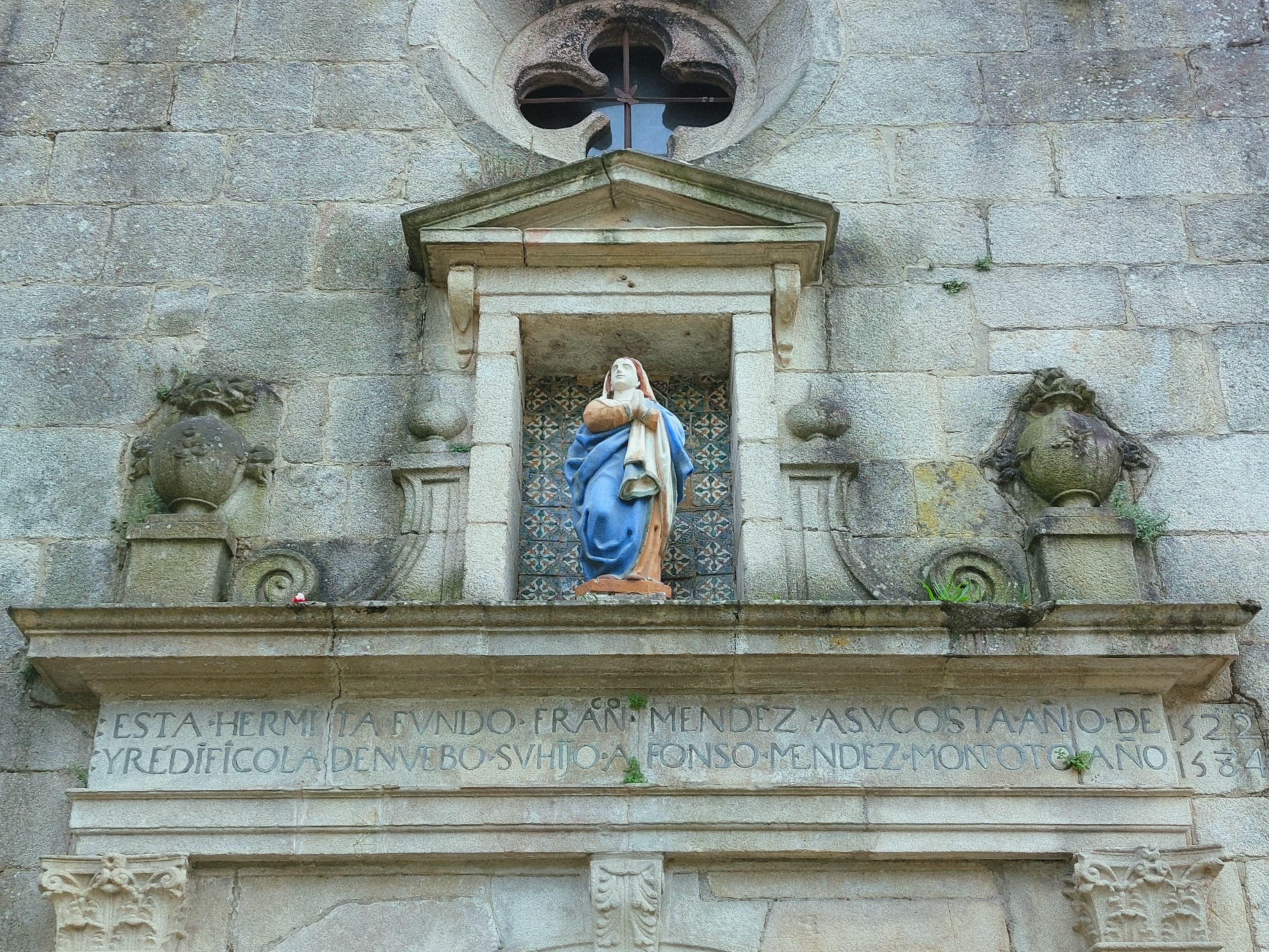
Talla de la Virgen de los Remedios situada en la fachada. La imagen fue añadida por Alonso Méndez Montoto con motivo de la reforma de 1584.
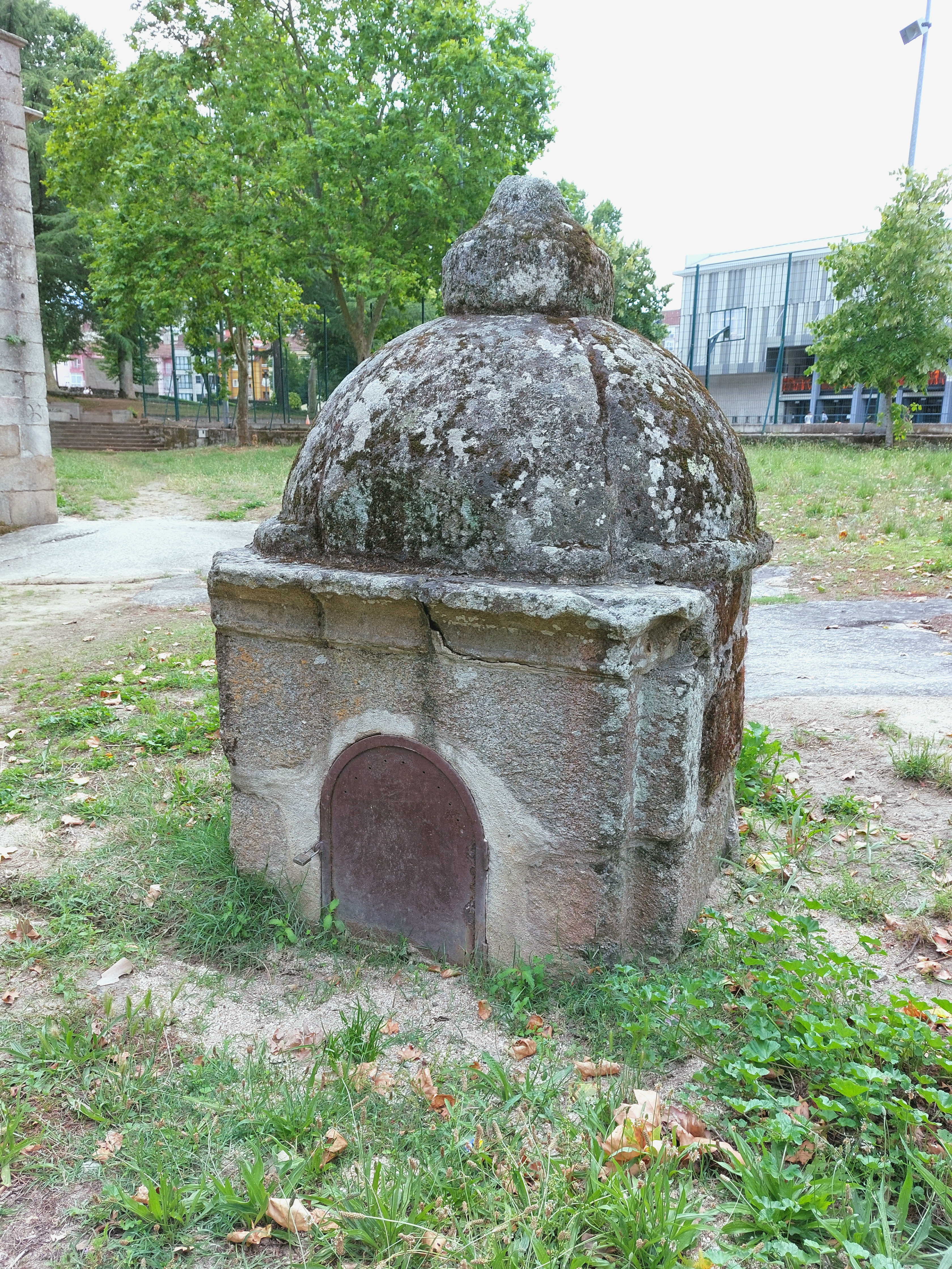
Fuente de piedra rematada en cúpula ubicada frente a la capilla.
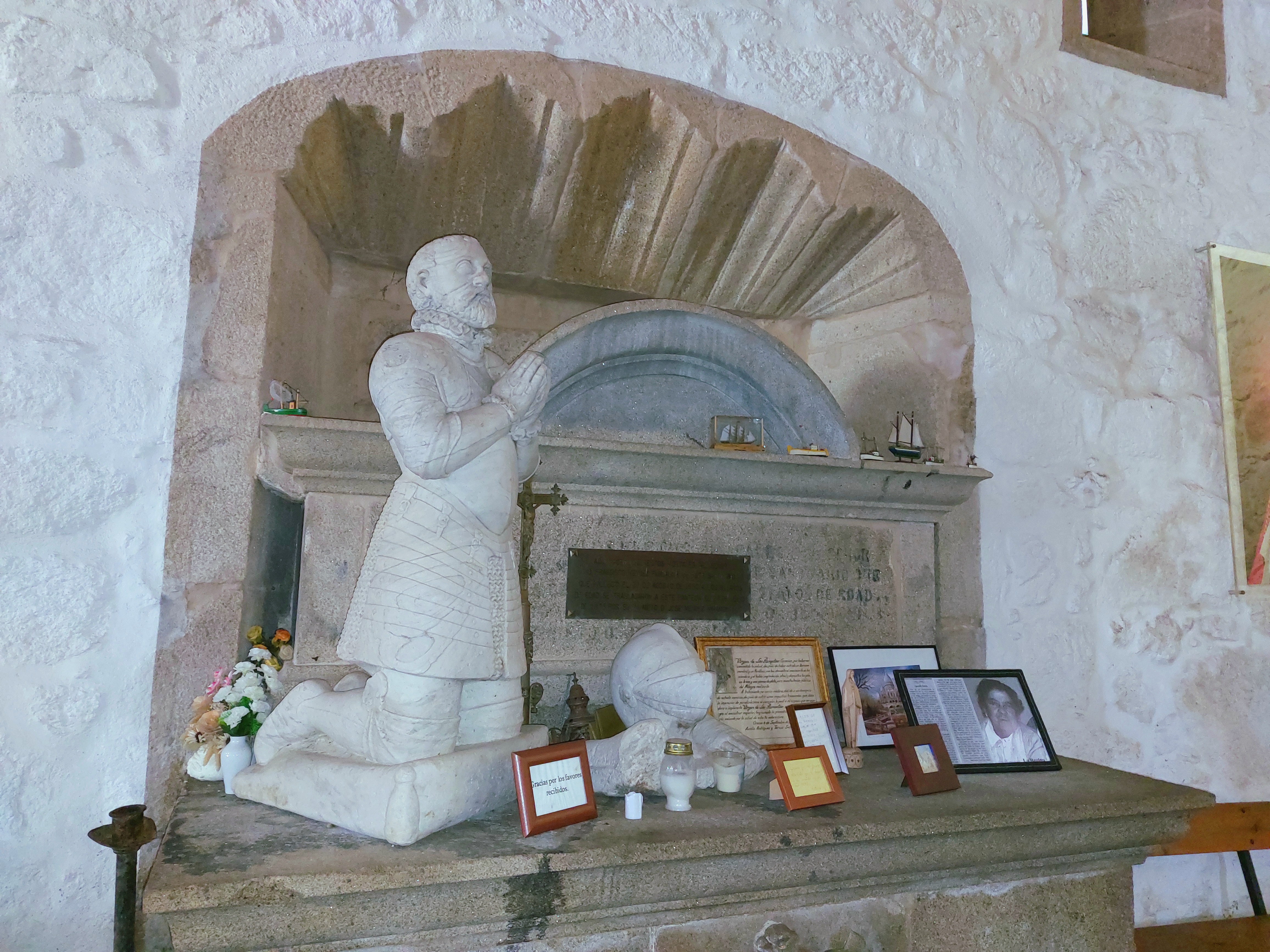
Sepulcro de Francisco Méndez Montoto.
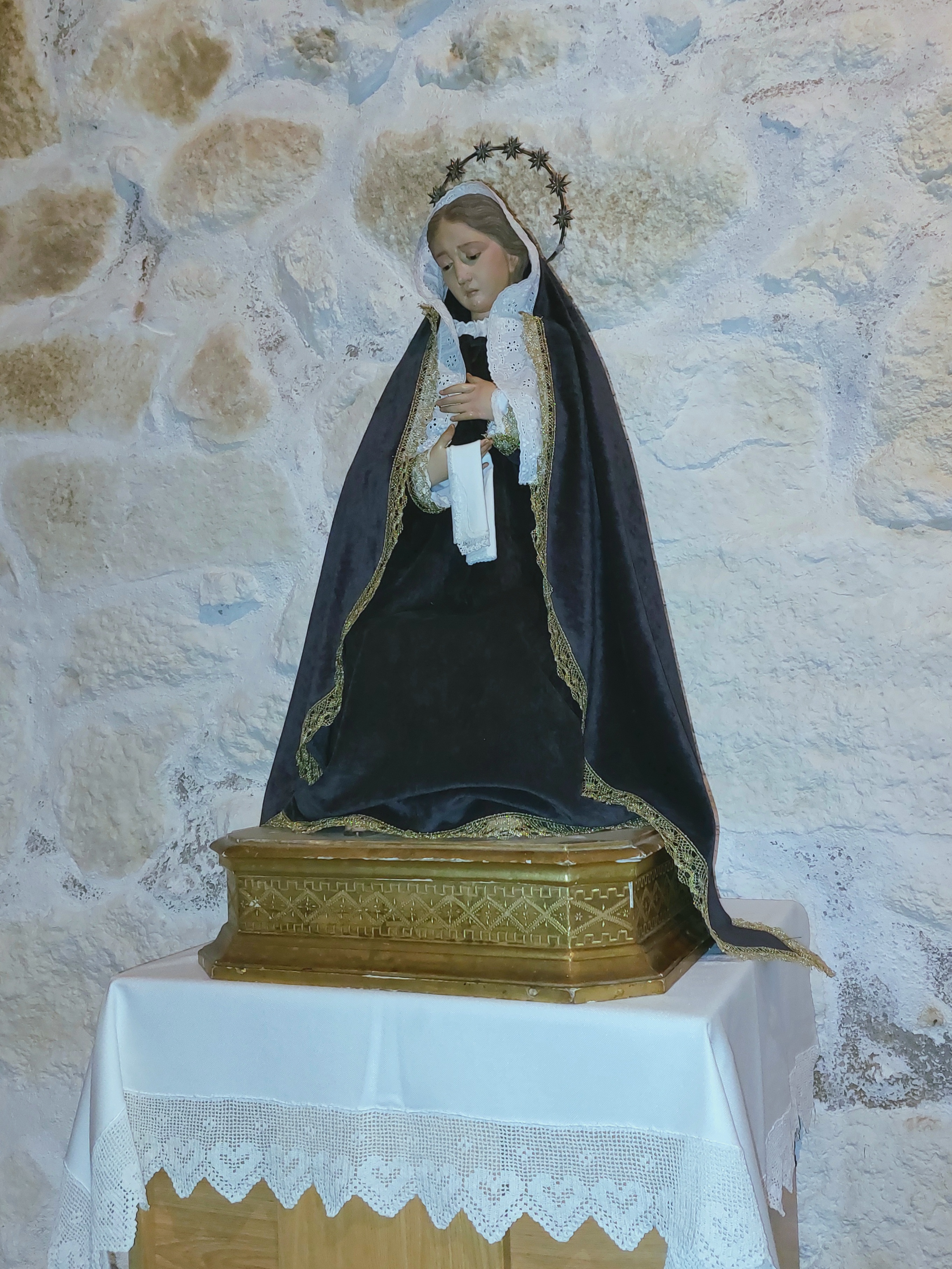
Talla de Nuestra Señora de los Dolores.
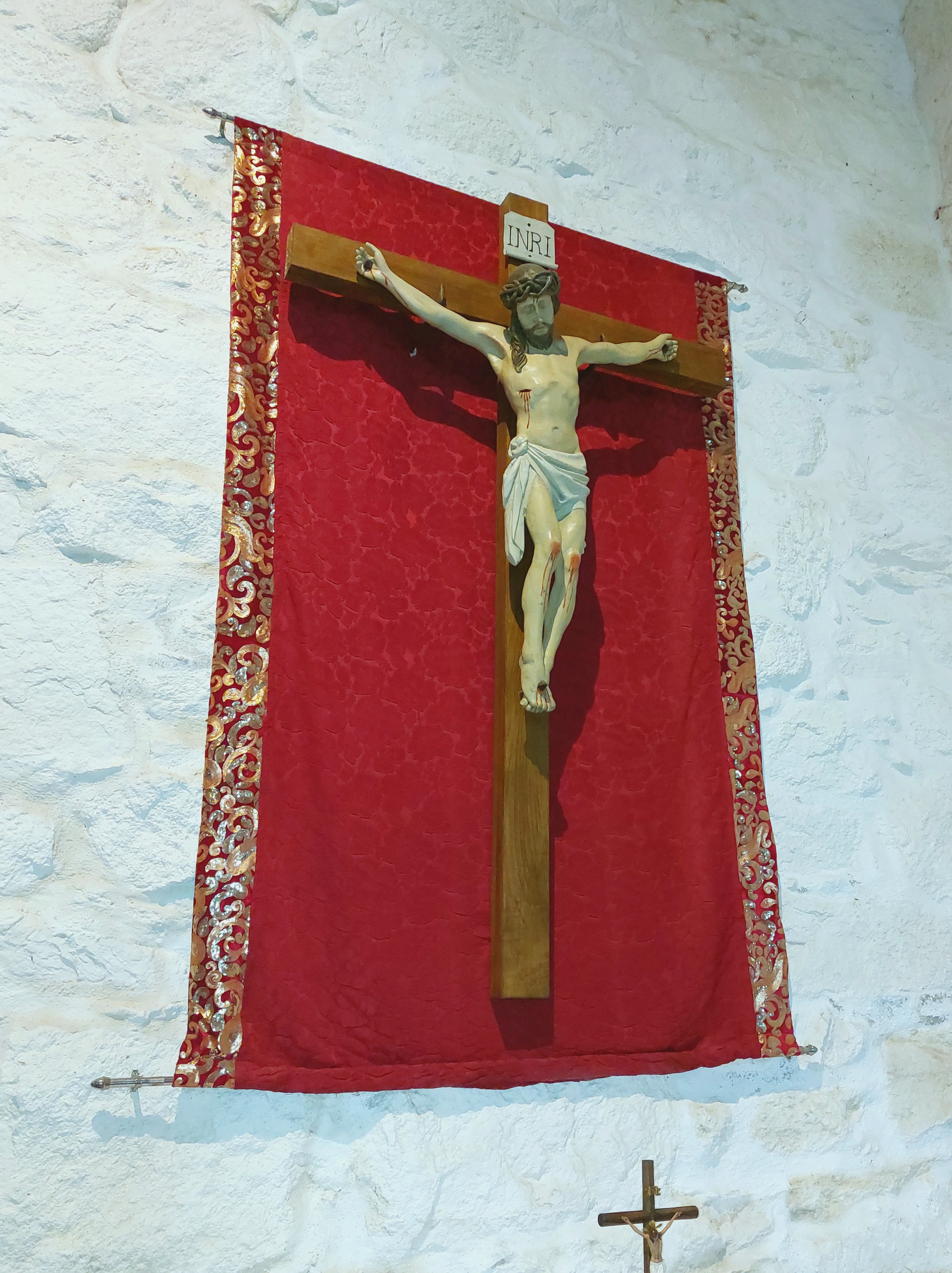
Talla del Cristo de la Misericordia.